# Acacia mirandae
Acacia mirandae är en ärtväxtart som beskrevs av Maria de Lourdes Rico. Acacia mirandae ingår i släktet akacior, och familjen ärtväxter. Inga underarter finns listade i Catalogue of Life.